# 勇者パーティーを追放されたビーストテイマー、最強種の猫耳少女と出会う
『勇者パーティーを追放されたビーストテイマー、最強種の猫耳少女と出会う』（ゆうしゃパーティーをついほうされたビーストテイマー さいきょうしゅのねこみみしょうじょとであう）は、深山鈴による日本のライトノベル。イラストは8巻までをホトソウカが担当し、9巻以降を希が担当している。小説家になろうにて2018年6月から連載中で、Kラノベブックス（講談社）より2019年5月から刊行されている。略称は「ビステマ」。2024年9月時点でシリーズ累計部数は270万部を突破している。
メディアミックスとして、茂村モトによるコミカライズが『マンガUP!』（スクウェア・エニックス）にて2019年1月から連載中で、テレビアニメが2022年10月から12月まで放送された。

## あらすじ
動物の力を使役するビーストテイマーのレインは、サポート役として勇者パーティーに所属していたが、ある時役立たず呼ばわりされて解雇される。心機一転して冒険者になることを決意し、ギルドから課された試験中に、他の種族よりも圧倒的な強さを持つ通称最強種の一角である猫霊族の少女カナデと出会う。カナデと契約したことがきっかけで、レインの能力の高さが明らかになっていく。最強種とは人間を遥かに凌駕する力を持っており、レインは様々な最強種と契約することで新たな力を手に入れていく。

## 登場人物
声の項はテレビアニメ版の声優。

### レイン一行
レイン・シュラウド
声 - 千葉翔也
本作の主人公。ビーストテイマーの青年で、簡易的な契約で一時的に使役する仮契約と、血を使った魔法陣や詠唱を用いて長期間使役する本契約を駆使し、契約した動物を戦わせる。インセクトテイマーやファントムテイマーの訓練も一時期したことがあり、昆虫の使役も可能。度の過ぎたお人好しで、カナデたちから好意を寄せられている。
元々は南大陸の出身。家族は父と母の二人で、共にビーストテイマーであったため物心ついた時に自然とビーストテイマーの技術を学んでおり、他の職業になることは当時考えることすらなかった。その後魔物に故郷を滅ぼされて両親と死別。レイン自身は使役の特訓で村を離れていたため一人だけ生き残り、異変に気づいた冒険者が駆けつけ保護された。その後は自分を保護した冒険者の知り合いの宿で住み込みで働かせてもらっていた。当時は生きるのに精一杯で復讐などを考えてる余裕はなかったが、アリオスのパーティーに誘われた際は過去に魔物に故郷を滅ぼされた事から人の役に立ちたいと考えるようになり即答で了承し、アリオスのパーティーに同行して中央大陸に移動する。パーティ追放後は契約した最強種たちと共に冒険者として活躍し、ホライズンの街を襲った魔族を倒したことから「ホライズンの英雄」と呼ばれるようになる。
元々は動物達に仕事を頼む事が中心で自分は何も出来ず、それが原因でアリオス率いる勇者パーティーも追放されている。しかし、実は通常1匹の動物を操るのが限界となっているのがビーストテイマーであるのに対し、レインの場合は何十匹といった膨大な数の動物達を同時に操る事が可能なうえ「指定した物を指定した場所に集める」などの複雑な命令を動物に理解させ、「同化」や「ブースト」などのビーストテイマー固有の魔法を使い、通常はそもそも契約自体が不可能な最強種を、それも複数と本契約が出来るなど、ビーストテイマーとしては間違いなく「天才」に相応しい才能の持ち主。ただし本人は常に自己評価が低くビーストテイマーなら出来て当然と思い込んでおり、周囲からよく突っ込みを受けている。
ビーストテイマーは自分自身よりも強力な個体と契約することに成功すると、自分の力も相手に合わせて強化される特性がある。これによりカナデと契約したことで身体能力が上がり、自ら直接戦闘に参戦する様にもなった。
カナデと出会った際、キラータイガーに唯一の武器である短剣を壊されており、ガンツに短剣を作ってもらうまでは素手と魔法のファイアボール、そして本領である動物の使役で戦っている。
複数の最強種と本契約を行い自分の能力が次々強化されることに対して、カナデ達は勇者と同じ「限界突破」の力を持っているのではないかと考察している。これが真実の場合彼も勇者の血筋を持つということになるが、実際にAランク昇格試験で王都に行った際、彼が勇者の血筋の分家であることが判明した。

魔法一覧
ファイアボール
火球を一発発射する。当初は拳大サイズの小さなものだったが、タニアとの契約により魔力量が増大したため、自分よりも巨大な火球を撃てるようになった。
ファイアボール・マルチショット
火球を複数同時に発射する。本来人間が扱えるものではなく精霊族専用の魔法だが、ソラとの契約により高度な魔力コントロール技術を得たため扱えるようになった。
ヒール
怪我を治す。
同化
テイムした生物に憑依し、直接操る。憑依中は自分自身の体は無防備になるため、誰かに守ってもらう必要がある。
ブースト
対象を一時的に強化する。テイムした生物だけでなく自分自身にも使用可能。
カナデ
声 - 和氣あず未
本作のメインヒロイン。陽気な性格の、猫の耳と尻尾が生えている猫霊族の少女。猫霊族は魔法は不得意だが身体能力が格段に高い種族であり、素手による近接戦闘を得意とする。
レインは猫霊族が最強種の中で一番野生に近いことで勘が鋭く相手を見抜く力に優れていると考え、友好的かどうかわからない不審な相手にはカナデの勘を頼りに判断を仰いでいる。
山奥に隠れる生活に嫌気がさし里から旅立ったものの食糧が切れ、空腹の中魔物に襲われていたところをレインに助けられ、ついていくことを決意。更にレインのビーストテイマーとしての才能を勘で察知してレインと本契約を行い、行動を共にしている。レインはカナデと契約したことで「身体能力強化」を習得し、猫霊族と同等の身体能力を手に入れた。
最強種という通称が付く種族の中でも猫霊族は特に希少な種族であり、金や名誉目的に身柄やおこぼれを狙う者が多く、人間不信になりかけていた。そんな時に純粋な善意でレインに助けられたことと、盗賊に率先して立ち向かう姿に惚れたため、レインを恋愛対象として見ている。
好物は魚。打撃攻撃が効かないという理由で幽霊が苦手。アニメでは幽霊への恐怖心が暴走(暴走中は記憶が無い)して幽霊に触れることが追加されてる。
タニア
声 - 大久保瑠美
本作のヒロインの1人。強気な性格の、竜の角と尻尾が生えている竜族の少女。竜族は身体能力、魔力共に非常に優秀であり、素手や尻尾による近接戦闘、火炎のブレス、超級魔法などの強力かつ多彩な攻撃手段を持つ。
竜族の里の掟により竜族として成熟するために強者を求めて旅立ち、ホライズン周辺のストライドブリッジを拠点に橋を通る冒険者に挑戦し続けていたところ、橋が通れなくなる騒動となり、解決のために来たレイン達と戦闘。最初は火力で圧倒するものの、レインが戦闘中契約した毒を持つ鳥「ピトー」によって指一本動かせない麻痺状態となって敗北。自分を負かしたレインに興味を持ち以降修行と称して契約し、仲間として行動を共にしている。
タニアと契約したレインは「魔力強化」を習得し、竜族と同等の魔力を手に入れた。
あくまでも興味本位で仲間になったため当初レインに対して特別な感情は無かったが、オークとの戦闘中自分の不注意でレインに怪我をさせたことを後悔し、レインから優しく対応されたことで恋愛対象として見るようになる。
ストライドブリッジの騒動の犯人であることを隠すため、竜族というのはホライズンの住民には隠していたが、住民の皆はタニアが竜族というのは薄々気づかれており、魔族襲撃後種族を明かした際も特に大きな反応は無く、逆にタニアが驚いていた。
竜族の名の通り竜そのものの姿へ変身する事が出来るが、竜の姿を見せたのは現状では初対面の時のみ。レインとの契約後は人型の姿で生活しており、竜の姿へ変身することは殆ど無い。
好物は肉。
魔法一覧
ドラゴンブレス
口から強力な火炎放射を行う。
ファイアボール
火球を一発発射する。
マテリアルキャンセラー
相手が発動した魔法の構造を分析し、適切な魔法の波動をぶつけることで、魔法を消滅させ無効化する。複数の波動を放つことで複数同時の無効化も可能。
アルティメットエンド
上空に立体型魔法陣を展開し、それを隕石のように投下する。魔法の中で最も等級が高い超級魔法に分類される。
作中では脅しのような形で使用し、命中直前で消してしまったため、命中した際の威力は不明。
テレビアニメ版では紫色の巨大な水晶のような物を投下する魔法として描写されている。
マテリアルサーチ
魔力の流れを探知し、生物や設置された結界の位置を特定する。
ソラ
声 - 田中美海
しっかり者な、背中に2対の半透明な羽を持つ精霊族の少女。頭の左側に蕾の状態の花をつけている。精霊族は魔力に特化した種族であり、最強種の中でトップクラスの魔力を持つうえ、結界を構成するなど魔力に対する高度なコントロール能力を持つ。
「迷いの森」と呼ばれる精霊族の里に繋がる道を結界で隠し、その結界を管理する門番をしていた。用事で結界の外に出た際魔王軍のシャドウナイトに襲われてルナを人質にされ、結界の解除を要求される。精霊族の里の長はルナを見捨てる判断をしたが、助けることも見捨てることもできず、結界を用いて冒険者たちを追い返していたところをレイン達と出会った。最初は他の冒険者と同様追い返そうとするも、戦わずにあくまでも会話をしようとするレインの態度に絆され、ルナの救出を依頼。ルナを無事救助したあとは、ルナを見捨てようとした精霊族の里に不信感から距離を置くこととなり、ルナと共にレインと契約しパーティーに入って行動を共にしている。
ソラと契約したレインは魔力に対する高度な魔力コントロール技術を得ることで「連続詠唱」を習得した。
精霊族は魔力に特化しているため体力に乏しく、身体能力も優秀なカナデやタニアの行動についていけないことがある。
自分は料理ができると思い込んでいるが、実際はかなり下手。しかし自覚は全く無いらしく、度々ルナに恐れられている。
魔族襲撃の際、住民の避難の為ルナと共に転移魔法を使用し精霊族ということがバレるが、（多少の不信感はあったが）最終的に受け入れられ住民として認められる。
魔法一覧（ルナも全く同じ構成である）
イリュージョンアロー
魔力で光る矢を形成し発射する。
メモリーサーチ
他者の記憶を覗く。覗いた記憶は映像のように観覧する。
スリープ
対象を強制的に眠らせる。
フラッシュインパクト
わずかに遅れて爆発する灼熱の光を放つ。
レッドクリムゾン
ファイアボールより更に強力な火球を放つ。
ドラゴンハウリング
竜の形をした衝撃波を発射する。
インフェルノバースト
炎の竜巻を生み出す。
テンペストエッジ
真空の刃を放つ。
アブソリュート・ストライク
上空から無数の氷塊を投下する。
ホーリーサークル
聖印
落雷
雷を落とす。
ファイアボール・マルチショット
火球を複数同時に発射する。魔力のコントロールに長けた精霊族にしか使用できない。
マルチブースト
複数の対象に対してブーストをかける。
転移
地面に描かれた魔法陣の上に乗った対象を遠くに転送する。事前に魔法陣の設置や転移先の設定などを行う必要があり準備に時間がかかるため、戦闘中など状況が目まぐるしく変わるような事態には使えない。
ルナ
声 - 指出毬亜
ソラの双子の妹で、明るく陽気でお調子者な精霊族の少女。頭の右側に開花した状態の花をつけている。
ソラと共に迷いの森の門番をしていて、シャドウナイトに連れ去られ人質になっていたところをレインに救出され、ソラと共にレインについていくことを決意。
ルナと契約したレインは「状態異常完全無効化」を習得した。
ソラと同様魔力に特化しているため体力に乏しい。料理に関してはソラとは異なり野菜料理のみ得意で、厨房に立つこともある。

ニーナ
声 - 高野麻里佳
大人しい性格の、狐の耳と多数の尻尾が生えている神族の少女。神族は猫霊族と近い関係にあり、神から力を与えられた種族。他の最強種には無い空間操作の力を持っている。
かつては村人に祭られながら穏やかに暮らしていたが、人質の子供たちと引き換えにエドガーに攫われ、屋敷から逃げられないようマジックアイテムの奴隷首輪をつけられ事あるごとに暴行を受けていたが、屋敷に潜入したレインに救出される。皆からはもふもふで抱きしめたいと可愛いがられている。本人はエドガーの暴行の為か気弱になっており、常におどおどしている。
魔族がホライズンを襲撃した際は瞬間転移を使用し、レインを魔族の元へ連れて行った。
魔族を倒した後は自分がいなくなったことで元々住んでいた村が無くなっている事を察し、レインと契約し行動を共にする。ニーナと契約したレインは魔力を消費して望んだ物質を生成する「物質創造」を習得した。
能力一覧
神の加護
見えない盾を作ることが出来る防御能力。盾はニーナ自身が解除するまで形成され続け、更に頑強で力づくで破ることは不可能。
瞬間転移
事前準備を省略し、即座に転移を行う。

### 勇者パーティー
アリオスたちの度重なる悪行からアルガス国王に勇者の資格を剥奪され、後釜としてシフォンが任命された。アリオスたちは監獄に収監されるが、予想外の協力者により監獄を脱獄し国中から追われる指名手配犯となった。
アリオス・オーランド
声 - 島﨑信長
チームのリーダーであり勇者の血筋を持つ男性。勇者としてのプライドが高く、テイマーを道具としか思っていない。貴族などにはいい顔する反面平民を見下している為、町からの評判は悪い。
勇者の血筋を持つため「限界突破」の力を有しているが、アリオスは成長の限界を超える領域まで達しておらず勇者としては未完成であり、現状の実力は優秀な冒険者程度でしかない。
レインの追放後、道案内が出来る存在がいなくなったことで迷いの森を突破できなくなり、一時的にレインをこき使おうと画策。しかしその時の状況を聞いていたカナデ達から不興を買い、更にカナデ達をペット扱いしたことでレインの怒りを買い決闘騒ぎとなる。決闘では剣の癖を読まれ、雷撃魔法もファイアボールで迎撃、最後にレインが使役する麻痺毒を持つ蜂「アールビー」に刺されて行動不能となり敗北。しかしレインに負けても実力は認めず、むしろ自分に恥をかかせたと逆恨みしてレイン殺害に躍起になり、裏工作を企むようになる。
アリオスが仕組んだ魔族の一件では、勇者パーティーが何一つ対応しなかったためホライズンの住民からは酷く嫌われあしらわれる。「ビーストテイマーの兄ちゃんの方が勇者より遥かに役立っている」という住民の声を聞き、よりレインへの恨みを募らせる。
監獄脱獄後、モニカの提案で、リーンとミナと一緒に魔族と同盟を結ぶ。
魔法一覧
ギガボルト
電撃を発射する。これを始めとして、雷を発射する雷撃魔法は人間の中では勇者だけが使用できる。
ルナティックボルト
アッガス・ノルド
声 - 濱野大輝
戦士。大剣を振るうスキンヘッドの男性。敵の攻撃を一手に引き受けて仲間の盾となる前衛。他のパーティメンバーよりは常識的で、レインの事は見下しつつも雑用や偵察としての能力は評価している。決闘でカナデに負けてからはレインの実力を認め、独断でパーティーに戻るように持ち掛けるが断られる。
魔族の件でアリオスが指輪を購入したことで、用途不明の支出が生まれアリオスを疑うようになる。
リーン
声 - 種﨑敦美
魔法使いの女性。千種類の魔法を扱えると自負する。身勝手で自己中心的な性格。決闘でタニアに負けるが、レインの実力を認めきれず自身を正当化している。
アリオスが魔族と同盟を結んだ後、モニカとコンビを組む。後にレインの仕掛けた策に嵌まって、捕縛されるが、モニカは呪いの武具「闇水晶」をリーンの胸に突き刺し魔族へと変貌させられてしまう。
ミナ・ルサージュ
声 - 古賀葵
神官の女性。回復役だが、様々な属性の攻撃魔法も扱える。大人しいが、アリオスの肩を持つため悪知恵が働くことがある。
あくまでも魔王討伐のためアリオスに従っているだけであり、アリオスの傲慢な行動には眉をひそめているが、機嫌取りの為仕方なく従っている。
アリオスが魔族と同盟を結んだことで、疑問が芽生え、後にレインの仕掛けた策に嵌まって、捕縛される。リーンの一件がモニカの策略によるものと知り漸く自身の過ちに気づきレインと和解する。 レイン達と和解した直後、街が突如、巨大な結界魔法『零式監獄』に包まれ、街中に魔物や魔族の大群が溢れかえってしまう。ミナは、これまで自分が犯してきた過ちに対する贖罪の為に、レインやシフォン、エリス達と力を合わせて街を守る事を決意する。

### 新勇者パーティー
シフォン・ノクス
国王に勇者の資格を剥奪されたアリオスの代わりとして新たに使命された女勇者。元『金色の刃』の異名を持つAランクの冒険者。
幼少期、故郷と家族を失い、妹を目の前で死なせてしまった事がトラウマとなっており、長い間、悲しみを冒険者、そして勇者として活動に徹する事で必死にごまかし続けてきた。
ミルフィーユ・ブロッサム
ヒーラーの女性。
ショコラ・ラテンテ
戦士。眠そうな目をした小柄な少女。

### ラインハルトのパーティー
ラインハルト
複数人の最強種を従えている素性不明のビーストテイマー。リース一派に応援を寄越す一方、闇に堕ちたアリオスを抹殺する事を目的するなど謎が多い。
モナ
元リースの配下。精霊族（当人曰く「元」）の少女。
オフィーリア
天族の女性。
ミツキ
猫霊族の女性。
アリエイル
竜族の女性。

### その他の最強種
イリス
天の指輪が奉納されている祠に封印されていた天族の少女。アリオスが祠を破壊したことで、封印から解放され、恩人のアリオスに協力するが、人間性に欠けるアリオスを毛嫌いしていく。
人間に対する憎悪の根深さから、人間に無差別な攻撃を行うなど冷酷非情な言動が多かったが、レインに敗北してからは元来の思慮深さが強調されていく事となる。
最終的にレインと本契約を結び、仲間となった。
リファ
鬼族の少女。最強種の中でも珍しい吸血鬼少女。クリオスの救済後、レインと本契約を結び、仲間となった。
フィーニア
不死鳥族の少女。
サクラ
呀狼族の少女。
ライハ
魔族の少女。わけあってレインに救出され、行動を共にする事となる。
コハネ
機翔族の少女。

#### 最強種の親族
スズ
猫霊族。カナデの母。
ミルア
竜族。タニアの母。
アル
精霊族。ソラ、ルナの母。
ノキア
神族。ニーナの母。
レゾナ
鬼族。リファの母。
エルフィン
不死鳥族の族長。フィーニアの母。
シグレ
呀狼族。サクラの祖母。

### 魔族(魔王軍)

#### リース一派
リース
レイン達が関わる数々の事件の裏で暗躍する魔族の一派を率いる女魔族。
モニカ・エクレール
表向きは国王直属の親衛隊の女騎士。アリオスらと同じ初代勇者の血を受け継ぐ末裔にありながら、リースに忠誠を誓うスパイ。
ヴァイス
初老の男性の姿をした上級魔族。
ヴェルグ
サングラスがトレードマークの、リース配下の上級魔族。

#### 四天王
大地のギガブランド
レインが追放される以前に勇者パーティーによって討伐されていたが…
豪炎のアルテラ
魔族という勢力の存続を第一に考える好戦的な「強行派」の第一人者。
水王のジルオール
魔族の中でも平和を望む「穏健派」の第一人者。
風のゼクシード
レインの故郷「ラウドネア」を滅ぼした張本人。

#### その他の魔族
シャドウナイト
声 - 武内駿輔
魔王軍に所属するCランクの魔物。全ての魔法攻撃を無力化できる特殊能力を持つ。魔王軍の脅威となる最強種の殲滅を命じられており、精霊族を狙いルナを人質にして迷いの森の精霊の結界を解くように強要した。
事情を把握したレイン達と戦い、レインの「ブースト」で強化されたカナデの一撃によって倒された。
指輪に封印されていた魔族（名前不明）
声 - 鳥海浩輔
エドガーの負の感情を、指輪が大量に取り込んだことで呼び出された魔族（本人は「復活」と言っている）。レインが、故郷を滅ぼした魔物の中に酷似した存在がいると思い出しているが、魔族からの言及は無く同一の存在かどうかは不明。
人間がより多いという理由でその場では戦わずホライズンの街を襲い、追ってきたレイン達と戦闘になる。魔物の召喚と黒い雷が攻撃手段。
最終的にレインが自分にブーストをかけた上で魔族が呼び出した大量の魔物を全てテイムし、魔族に襲わせて自滅させる、という方法で倒され消滅した。
テレビアニメ版では額の角の位置が右にずれているなど、デザインが多少改変されている。
カシオン
四天王・水王のジルオールの親衛隊長を務める魔族の男性。

### ロールリーズ王家
アルガス・ヴァン・ロールリーズ
国王にして、最高権威者。アリオスを勇者に指名した張本人であるが、アリオスの非道を知り勇者の資格を剥奪すると同時に、散々迷惑かけてしまったレインに頭を下げて謝罪した。
レインにアリオス同様、勇者の末裔の一人であり、勇者に選ばれる資格がある事を明かした。
サーリャ・ロールリーズ
第三王女で、アルガスの娘。ココロの妹。
ユウキ・ヴァン・ロールリーズ
第一王子で、アルガスの息子。
ココロ・ロールリーズ
第一王女で、アルガスの娘。長女で、サーリャの姉。

### 教会
ロールリーズ王国に大きな勢力を有する宗教団体。歴代の勇者パーティーに神官を派遣するなど、数々の功績を立てる事で大きく繁栄してきた。
アルトリウス・グレイゴム
教会の大司教。ミナの上司。勇者パーティーの悪行が公になった事で、教会の権威が堕ち権威回復の為に、巨大な結界魔法『零式監獄』を使って暴挙にでる。
エリス・ランドール
聖騎士の女性。故郷のノイファ村が、アリオスの陰謀(軍資金の調達と売名、証拠隠滅を目的に、盗賊から金品を略奪し、それを村人の仕業に見せかけた)により盗賊に村が壊滅させられたことで、勇者パーティーを恨んでいる。

### その他
ナタリー・フロウ
声 - 高田憂希
ギルドの受付嬢。
ティナ・ホーリ
声 - M・A・O
レインの購入した家に住む元メイドの幽霊。関西弁で話す。30年ほど前、とある家のメイドとして仕えていたが、女好きの主人だったため弄ばれた挙句殺され幽霊になる。その後、今の家に移り住むようになった。ポルターガイストを起こす事ができるが、ガタつかせて音を出すだけで宙に浮かすなどは出来ず、戦闘力は皆無。
当初は心を閉ざしレインたちを追い出そうとしたが、レインにテイムの要領で動きを止められた後、話し合いの末レインたちに受け入れられる。以降は味見こそできないが、レインたちの料理を始め家事をこなすようになった。
のちに自分を殺した主人であるトラン・ジペックと偶然再会することとなり、レインと共に屋敷を襲撃。トランを捕縛した。
ガンツ・ストロフ
声 - 辻新八
地人族の男で、鍛冶屋の店主。金に物を言わせ、自分の作品を乱暴に扱い使い捨てにする客に絶望し、客を試すために本気で作った武具を隠して鈍ら（なまくら）の商品を売っていた。武具の材料であるミスリルが鉱山から取れなくなり困っていたところで、鈍らを見抜いたレインを気に入って事情を説明し、指名依頼を行った。
依頼が完了し、ミスリルが取れなくなった原因である盗掘が自分が鈍らを売った相手による仕返しであることを知ると、自分の行いを反省し客を試すことをやめると宣言。またレインが手に入れたミスリルで短剣と、レインの要望で毒針を発射する機能を付けた小手を作り依頼の報酬として贈呈した。
魔族の襲来の際は冒険者たちに武器を提供し、間接的に魔族から街を防衛することを手伝った。
テイマー（名前不明）
声 - 室元気
ガンツの所有するミスリル鉱山で盗掘を行っていた犯人グループの一人の男。他の仲間に指示を出しているが、リーダーかどうかは不明。
ガンツにわざと鈍らを提供されたことを他の冒険者の指摘で知り、ガンツを恨んで同じ境遇の冒険者と手を組み、仕返しとして盗掘を企んだ。
人間への敵意のため使役には通常の何倍もの技量と魔力が必要となり、危険として飼育を禁止されている魔物のベヒーモスを、幼体から育て上げることでテイムとは別に忠誠心を植え付け、テイムの負担を軽減している。そのためベヒーモスは使役無しでもある程度テイマーの指示に従っている。
ベヒーモスの支配権をレインに乗っ取られたところで、無理に命令を出そうとしてベヒーモスを暴走させてしまい、レインがファイアーボールでベヒーモスを倒した。
仲間共々捕縛後は魔獣の飼育、そして鉱山での勝手な採掘が重罪に当たり、そのほかにも余罪（詳細は不明）があるため、全員が冒険者資格をはく奪され罰として強制労働させられることになった。
仲間の男、仲間の女A、仲間の女B（名前不明）
声 - 藤崎雄大（仲間の男）、珠木のぞみ（仲間の女A）、栗坂南美（仲間の女B）
ガンツの所有するミスリル鉱山で盗掘を行っていた犯人グループ。男4人、女2人とテイマーの計7人で手を組んでいる。
仲間の男は、2人がテイマーが使役する鳥の警戒で洞窟から出てきたところをカナデとタニアに倒され、残り2人も洞窟内でカナデとタニアに倒された。武器は4人ともweb版と書籍版では剣。コミカライズ版ではそもそも武器を取り出す前に倒されている。
女二人は魔法使いだが、洞窟内でソラとルナの魔法で封殺された。
テレビアニメ版では洞窟内の男2人の対処が変わっており、武器が弓矢に変わっているが、放った矢をタニアのブレスで焼き払われた後カナデとタニアに倒された。洞窟から出た男2人、女2人の対処は変化していない。
ステラ・エンプレイス
声 - 高橋李依
ホライズン騎士団支部の副隊長。 固い意思と強い正義感を持ち、騎士団の大多数が腐敗する中自身は領主達が用意した賄賂に手を染めることはなかった。
本来あるべき騎士団の正しい姿を取り戻すため、領主たちやエドガーに癒着しているジレーたちの悪行を暴くため一人奔走していたというが、自分一人ではもうどうしようもなくなり、藁にもすがる思いでレイン達に声をかけた。
その後数少ない信用できる仲間を連れ、レインと共にエドガーやジレーの捕縛を行い、魔族が出現するとホライズンの住民の退避や魔物の討伐を行った。
テレビアニメ版ではジレー追討後、副隊長から隊長に昇進している。
エドガー・フロムウェア
声 - 高塚智人
ホライズン領主（声 - こばたけまさふみ）の息子。傲慢かつ横暴な性格で、騎士団を買収し父親が事件をもみ消している。平民の命を何とも思わず、気に入った女性を攫い屋敷で乱暴なことをしている。一人息子として父に溺愛されており、父も息子の罪を咎めるどころか事件をもみ消し、その上息子と一緒になって楽しんでいるという噂もある状況であった。
ルナとソラに目をつけてレインから奪おうとしたが、レインに要求を断られるだけでなく護衛ともども叩きのめされ、衆目の中で恥をかかされたとレインに恨みを抱く。この恨みに目を付けたアリオスに、レイン殺害の道具として利用される。
その後ステラが騎士団の主導権を握り監査を行おうとするとそれを拒み実力行使に出るが、部下は倒されアリオスから渡された指輪による即死魔法も失敗。さらに指輪の効果で魔族を呼び出す媒体となってしまい、魔族が倒されると反動でボロボロになった。その後怪我の後遺症でまともに歩くことはできないと医者に宣告されたうえに心神喪失状態となる。
その後改めて館を捜査すると、不正の証拠が山程出てきたことで言い逃れはできなくなり、父親と同様に動けるようになった後には王都に移送されて有罪判決を受けることになるが、そのまま一生を牢の中で送ることになると予想されている。
ジレー・ストロンガー
声 - 阿座上洋平
エドガーに癒着しているホライズン騎士団支部の隊長。元々はステラ同様、強い意思と正義感を持っていた騎士であったが、世の中の人間の汚さに嫌気がさし、正義を盲信と切り捨て己のためだけに動くことを決めた。それにより自身も金に溺れ、領主とグルになり事件があっても揉み消し、まともな捜査をしなくなった。
エドガーにレインを連れてくるように命令を受けるが、「倉庫に癒着の証拠が出た」というレインが流した偽情報に騙され、倉庫でレイン達の奇襲を受ける。部下はレインの小手の毒針とクロカゲアゲハの麻痺毒の鱗粉で全滅し、ジレー本人もステラに倒された。
その後領主と繋がっていた騎士は全員逮捕され、改めて調査すると腐敗の証拠が多く出たため、王都の本部の指示もあって隊長を始め腐敗していた騎士は全て解任、捕縛。後々正式な処分を受けることになるという。
アクス・ギン、セル・マーセナル
紫電の異名を誇るAランクの冒険者コンビ。
オーグ、クロイツ
レインがホーンウルフ保護の依頼を遂行する際に遭遇したCランクの悪質冒険者コンビ。

## 用語
ビーストテイマー
動物と契約することで使い魔として使役することができる。使役できる対象は通常一人一体で、二体以上の契約は負荷に耐えきれず神経が焼き切れる危険性がある。既に使役している場合は一旦契約を解除して新たに契約し直す必要がある。短時間の簡易契約である仮契約でも一体とみなされる。
使役するだけではなくビーストテイマー特有の技もいくつかある。その中でも「ブースト」は失われた魔法とされており、使用できる人物は本来いないはずだが、どういう訳かレインは故郷で習得している。
昆虫を使役するインセクトテイマー、幽霊を使役するファントムテイマー、精霊を使役するエレメンタルテイマー（現在は精霊族が姿を隠したため存在しない）、魔物を使役するモンスターテイマー（現在は魔物の飼育を禁止されており存在しない）などの亜種が存在する。
最強種
あらゆる種族の中でも規格外の力を持つ種族を総称した呼び方。作中では「猫霊族」「竜族」「精霊族」「神族」が該当する。特に猫霊族は絶滅寸前の状態であり出会うこと自体が非常に難しく、精霊族は森林を破壊する人間を嫌い結界を用いて森の奥に隠れ住んでいるため通常出会うことは不可能である。
魔族
魔王の血を与えられることで通常の魔物とは比較にならない力を得た存在。人語を話し高い知性も持ち合わせている。魔物以上に人に対する敵意を持っており、残酷に人を殺害する。
勇者
神々と契約し、神の血をその身に取り込んだ人間。
この世界には、元々人間は魔王の強大な力によって奴隷同然の扱いを受けており、勇者が魔王を倒したことで人々は自由の身となった、という昔話が存在する。
勇者の血筋を持つ人物は「限界突破」という力があり、通常の人間にある成長の限界を無視して無限に力を蓄え、やがては魔王を倒す程の力を持つこととなる。
レインが王から告げられた事項によると、勇者は魔王に対抗するための切り札であり絶対に失うわけにはいかないが故に、いくつもの分家が作られて、その血が分けられることになったという。ただし神の血を引く者が複数存在することが周知された場合、無関係の人間が自分こそが真の勇者だと偽って名乗り出て混乱を起こす可能性があるため、通常は分家の長にしかこの事実を知らされていない。
作中ではアリオスとレインがこの力を持っている。

## 既刊一覧

### 小説
- 深山鈴（著）・ホトソウカ（イラスト、1 - 8巻）・希（イラスト、9巻以降）『勇者パーティーを追放されたビーストテイマー、最強種の猫耳少女と出会う』講談社〈Kラノベブックス〉、既刊10巻（2025年2月28日現在）
  1. 2019年5月2日発売[9]、ISBN 978-4-06-515548-6
  2. 2019年7月2日発売[10]、ISBN 978-4-06-516596-6
  3. 2019年12月2日発売[11]、ISBN 978-4-06-518323-6
  4. 2020年4月30日発売[12]、ISBN 978-4-06-519593-2
  5. 2020年11月2日発売[13]、ISBN 978-4-06-521536-4
  6. 2021年5月6日発売[14]、ISBN 978-4-06-523830-1
  7. 2021年11月2日発売[15]、ISBN 978-4-06-526202-3
  8. 2022年7月1日発売[16]、ISBN 978-4-06-528776-7
  9. 2024年9月2日発売[17]、ISBN 978-4-06-535806-1
  10. 2025年2月28日発売[18]、ISBN 978-4-06-537819-9

### 漫画
- 深山鈴（原作）・茂村モト（漫画）『勇者パーティーを追放されたビーストテイマー、最強種の猫耳少女と出会う』スクウェア・エニックス〈ガンガンコミックスUP!〉、既刊10巻（2025年8月6日現在）
  1. 2019年6月12日初版発行（同日発売[19][7]）、ISBN 978-4-7575-6160-1
  2. 2019年11月12日初版発行（同日発売[20]）、ISBN 978-4-7575-6384-1
  3. 2020年4月11日初版発行（同日発売[21]）、ISBN 978-4-7575-6598-2
  4. 2020年10月7日初版発行（同日発売[22]）、ISBN 978-4-7575-6880-8
  5. 2021年4月7日初版発行（同日発売[23]）、ISBN 978-4-7575-7181-5
  6. 2021年10月7日初版発行（同日発売[24]）、ISBN 978-4-7575-7517-2
  7. 2022年9月7日初版発行（同日発売[25]）、ISBN 978-4-7575-8008-4
  8. 2023年9月7日初版発行（同日発売[26]）、ISBN 978-4-7575-8767-0
  9. 2024年9月6日初版発行（同日発売[27]）、ISBN 978-4-7575-9401-2
  10. 2025年8月6日初版発行（同日発売[28]）、ISBN 978-4-7575-9989-5

## テレビアニメ
2022年6月にテレビアニメ化が発表され、コミカライズを原作として同年10月から12月まで放送された。

### スタッフ
- 原作 - 深山鈴・茂村モト[6]
- 監督 - 濁川敦[6]
- シリーズ構成 - あおしまたかし[6]
- キャラクターデザイン - 山本周平[6]
- プロップデザイン - 染谷友梨花[2]、りお[2]
- モンスターデザイン - 河野敏弥、染谷友梨花、石井久志
- メインアニメーター - 田邉博[2]
- 美術監督・美術設定 - 田尻健一[2]、村田裕斗[2]
- 色彩設計 - 小山知子[2]
- 撮影監督 - 松本乃吾[2]
- 編集 - 新見元希[2]
- CGディレクター - 山本ゆきえ[2]
- 音響監督 - 本山哲[2]
- 音楽 - 林ゆうき[6]、桶狭間ありさ[6]、近谷直之[6]
- 音楽制作 - 日本コロムビア[2]
- アニメーションプロデューサー - 近藤泰介
- プロデューサー - 佐藤友紀、小松翔太、大場高士、江坂侑子、楊國祥、吉武真太郎、谷口博康、名嘉真彩、宮本秀晃
- チーフプロデューサー - 梅本享、木村康貴、蔵本昌也、飯島江美子、林宏之
- アニメーション制作 - EMTスクエアード[6]
- 製作 - 「ビーストテイマー」製作委員会（YTE、博報堂、クランチロール、MUSE、日活、日本コロムビア、神南スタジオ、EMTスクエアード）[6]

### 演技
レイン役の千葉は、アフレコではレインの頼り甲斐のある部分を出そうとして、少し声の圧が強くなりすぎることがあったため、最初はレインの物腰の柔らかさや優しさとのバランスに苦労し、頭はいいが基本は楽しげにすることを意識したと話している。第1話冒頭でのレインのモノローグが苦しそうだったため、最初は思い詰めた感じで演じたが、「暗くなりすぎないでほしい」というディレクションを受けて、レインが基本的に明るい人物であることに気づき、劣等感や苦悩はあるが前を向けることがわかるように演じたという。
カナデ役の和氣は、カナデの八重歯が印象的だったため、アフレコでは八重歯を意識し、舌足らずというよりも元気さの中にある「ふにゃん」とした柔らかさを乗せることで猫っぽさを出せるようにしたと話している。第1話のアフレコでは、八重歯を意識しすぎると幼い感じになるため、カナデは明るく無邪気だがソラたちとの差別化のためにソラたちよりも年上になるように、一方でタニアとの差別化でお姉さんっぽくしすぎないように年齢感を掴むのが大変だったという。

### 主題歌
「Change The World」
MADKIDによるオープニングテーマ。作詞はLIN、YUKI、作曲は鈴木盛広、編曲はTAKT。
「LOVE＆MOON」
高野麻里佳によるエンディングテーマ。作詞・作曲・編曲はARAKI。

### 各話リスト
| 話数 | サブタイトル                       | 脚本           | 絵コンテ          | 演出              | 作画監督 | 総作画監督 | 初放送日       |
| ---- | ---------------------------------- | -------------- | ----------------- | ----------------- | --- | ---------- | -------------- |
| 1    | 運命の出会い                       | あおしまたかし | 濁川敦            | 濁川敦            | 山本周平 塚本歩 染谷友梨花                                                                                      | 山本周平   | 2022年 10月2日 |
| 2    | 仲間                               | あおしまたかし | 熨斗谷充孝        | 熨斗谷充孝        | 鈴木伸一 Mubon Hyeong-jun Kim Ran-yeong Park Song-hwa Lim Jin-wook Lim Su-gyong Jo Won-ha Big Owl               | 山本周平   | 10月9日        |
| 3    | もう一人の最強種                   | 鴻野貴光       | 藍崎灯            | 村川直哉          | 青木伸一 中島美子 中山和子 保村成 栗田聡美 塚本歩 しまだひであき 小林冴子 藤田正幸                              | 谷津美弥子 | 10月16日       |
| 4    | 竜族の力                           | 鴻野貴光       | 増田敏彦          | 周旭              | 黄凤 葛欢 章雄 沈倩                                                                                             | 山本周平   | 10月23日       |
| 5    | ビーストテイマーVS勇者             | あおしまたかし | 小坂春女 石井久志 | 小坂春女          | 青木伸一 小林冴子 平河仁 宮崎麻美 玉置典彦 金元会 上田恵理 染谷友梨花 大原大                                    | 谷津美弥子 | 10月30日       |
| 6    | 迷いの森                           | 鴻野貴光       | 尾上皓紀          | 尾上皓紀          | 栗田聡美 永田有香 青木伸一 染谷友梨花 小林冴子 上田恵理                                                         | 栗田聡美   | 11月6日        |
| 7    | 囚われの精霊族                     | 鴻野貴光       | 日下部優樹        | 日下部優樹        | Kim Hyun-kyoung Kim Jin-young Yeon Ji-hye An Young-yoo Big Owl                                                  | -          | 11月13日       |
| 8    | 武器を作ろう                       | あおしまたかし | 濁川敦            | 村川直哉          | 栗田聡美 金元会 上田恵理 塚本歩 玉置典彦 染谷友梨花 北村淳一 宮崎麻美                                           | 栗田聡美   | 11月20日       |
| 9    | ビーストテイマーVSビーストテイマー | 鴻野貴光       | 増田敏彦          | 周旭              | 王梦灵 葛欢 章雄 沈倩 胡慶丹 陈如水                                                                             | 杉村苑美   | 11月27日       |
| 10   | ホライズンの闇                     | あおしまたかし | 尾上皓紀          | 尾上皓紀          | 北村淳一 永田有香 西川真人 服部憲知 服部益実 ふたふさ 松本恵子 小林冴子 玉置典彦 平河仁 宮崎麻美 グレーン       | 山本周平   | 12月4日        |
| 11   | 黒い波動                           | あおしまたかし | 石井久志          | 栗山美秀 小坂春女 | 栗田聡美 染谷友梨花 小林冴子 上田恵理 平河仁 松下純子 松本恵子 森悦史 大原大 ワン・オーダー                     | 栗田聡美   | 12月11日       |
| 12   | 英雄                               | あおしまたかし | 藍崎灯            | 村川直哉          | 金元会 玉置典彦 小林冴子 上田恵理 しまだひであき 片岡恵美子 平河仁 大原大 塚本歩 エバーグリーン マスケット 神龍 | 杉村苑美   | 12月18日       |
| 13   | みんなの家                         | あおしまたかし | 濁川敦            | 濁川敦            | 山本周平 栗田聡美 上田恵理 青木伸一 平河仁 谷津美弥子 神龍 グレーン                                             | 山本周平   | 12月25日       |

### 放送局
| 放送期間                 | 放送時間                     | 放送局     | 対象地域   | 備考                                 |
| ------------------------ | ---------------------------- | ---------- | ---------- | ------------------------------------ |
| 2022年10月2日 - 12月25日 | 日曜 22:00 - 22:30           | TOKYO MX   | 東京都     |                                      |
| 2022年10月4日 - 12月27日 | 火曜 2:35 - 3:05（月曜深夜） | テレビ愛知 | 愛知県     |                                      |
|                          | 火曜 2:39 - 3:09（月曜深夜） | 読売テレビ | 近畿広域圏 | 『MANPA』第3部                       |
|                          | 火曜 21:00 - 21:30           | AT-X       | 日本全域   | CS放送 / 字幕放送 / リピート放送あり |
| 2022年10月5日 - 12月28日 | 水曜 0:00 - 0:30（火曜深夜） | BSフジ     | 日本全域   | BS/BS4K放送 / 『アニメギルド』枠     |

インターネットでは、2022年10月1日より毎週土曜22時にABEMAで地上波先行・独占先行配信され、その他の配信サイトでも順次配信された。

### BD / DVD
| 巻 | 発売日        | 収録話          | 規格品番 | 規格品番 |
| 巻 | 発売日        | 収録話          | BD       | DVD      |
| -- | ------------- | --------------- | -------- | -------- |
| 1  | 2023年1月11日 | 第1話 - 第3話   | HPXN-411 | HPBN-411 |
| 2  | 2023年2月3日  | 第4話 - 第6話   | HPXN-412 | HPBN-412 |
| 3  | 2023年3月3日  | 第7話 - 第9話   | HPXN-413 | HPBN-413 |
| 4  | 2023年4月5日  | 第10話 - 第13話 | HPXN-414 | HPBN-414 |

### CD
勇者パーティーを追放されたビーストテイマー、最強種の猫耳少女と出会う オリジナルサウンドトラック1
2022年11月30日配信限定販売。
勇者パーティーを追放されたビーストテイマー、最強種の猫耳少女と出会う オリジナルサウンドトラック2
2023年1月18日配信限定発売。

### Webラジオ
『勇者パーティーを追放されたビーストテイマー、最強種の猫耳少女とラジオで出会う』が音泉にて2022年10月8日から12月31日まで配信された。パーソナリティはレイン役の千葉翔也に、カナデ役の和氣あず未とタニア役の大久保瑠美がローテーションでパートナーを担当した。

## ASMR
DLsiteにてASMRボイスドラマが配信。
4人とまったりひとやすみ
2022年10月3日発売。無料作品。出演はカナデ（和氣あず未）、タニア（大久保瑠美）、ソラ（田中美海）、ルナ（指出毬亜）。
カナデとタニアと一緒にひとやすみ
2022年10月17日発売。出演はカナデ（和氣あず未）、タニア（大久保瑠美）。
ソラとルナと一緒にひとやすみ
2022年11月14日発売。出演はソラ（田中美海）、ルナ（指出毬亜）。